# Twierdzenie o odpowiedniości
Twierdzenie o odpowiedniości (znane też jako czwarte twierdzenie o izomorfizmie lub twierdzenie o kracie) – twierdzenie teorii grup opisujące wzajemną odpowiedniość podgrup ustalonej grupy {\displaystyle G} zawierających podgrupę normalną {\displaystyle N} z podgrupami grupy ilorazowej {\displaystyle G/N;} struktura podgrup grupy {\displaystyle G/N} jest tożsama ze strukturą podgrup grupy {\displaystyle G} zawierających {\displaystyle N} (zob. Wnioski).
Niech {\displaystyle \varphi \colon G\twoheadrightarrow G'} będzie homomorfizmem grup {\displaystyle G} na {\displaystyle G'.} Wówczas istnieje wzajemnie jednoznaczna odpowiedniość między zbiorem wszystkich podgrup grupy {\displaystyle G} zawierających jądro {\displaystyle \ker \varphi } oraz zbioru wszystkich podgrup grupy {\displaystyle G'} – odpowiedniość ta zachowuje zawieranie. Podgrupy normalne w {\displaystyle G} zawierające {\displaystyle \ker \varphi } odpowiadają podgrupom normalnym w {\displaystyle G'} i na odwrót. Grupy ilorazowe odpowiadających podgrup normalnych są izomorficzne. W ten sposób twierdzenie opisuje monotoniczne połączenie Galois (w istocie: odpowiedniość Galois) między kratą podgrup grupy {\displaystyle G} a kratą podgrup grupy {\displaystyle G/N.} Podobne wyniki są prawdziwe dla pierścieni, modułów, przestrzeni liniowych oraz algebr nad ciałami.

## Twierdzenie
Niech {\displaystyle \varphi \colon G\twoheadrightarrow G'} jest homomorfizmem grup {\displaystyle G} na {\displaystyle G'.} Wówczas
(1) dla każdej {\displaystyle H\leqslant G,} dla której {\displaystyle \ker \varphi \leqslant H,} istnieje jednoznacznie wyznaczona podgrupa {\displaystyle H'\leqslant G'};
(2) jeżeli {\displaystyle \ker \varphi \leqslant H\leqslant J\leqslant G,} to {\displaystyle H'\leqslant J'};
(3) jeżeli {\displaystyle \ker \varphi \leqslant H\leqslant G,} {\displaystyle \ker \varphi \leqslant J\leqslant G} oraz {\displaystyle H'\leqslant J',} to {\displaystyle H\leqslant J};
(4) jeżeli {\displaystyle \ker \varphi \leqslant H\leqslant G,} {\displaystyle \ker \varphi \leqslant J\leqslant G} oraz {\displaystyle H'=J',} to {\displaystyle H=J};
(5) jeżeli {\displaystyle S} jest dowolną podgrupą {\displaystyle G',} to istnieje {\displaystyle H\leqslant G,} dla której {\displaystyle \ker \varphi \leqslant H} oraz {\displaystyle H'=S};
(6) dla {\displaystyle \ker \varphi \leqslant H\leqslant G} zachodzi {\displaystyle H\trianglelefteq G} wtedy i tylko wtedy, gdy {\displaystyle H'\trianglelefteq G'};
(7) jeżeli {\displaystyle \ker \varphi \leqslant H\trianglelefteq G} oraz {\displaystyle H'\trianglelefteq G',} to {\displaystyle G/H\simeq G'/H'}.

## Wnioski
Ważny przypadek szczególny powyższego twierdzenia to przypadek homomorfizmu naturalnego (zob. rozkład grupy ilorazowej); przypadek ten umożliwia wyczerpujący opis podgrup grupy ilorazowej – jego ostatnią zależność określa się jako twierdzenie o ilorazie ilorazu lub, częściej, trzecie (drugie) twierdzenie o izomorfizmie – dzięki poniższemu stwierdzeniu można m.in. przeprowadzić klasyfikację grup ilorazowych grup cyklicznych:
Stwierdzenie
Niech {\displaystyle N\trianglelefteq G.} Podgrupy grupy {\displaystyle G/N} są podgrupami ilorazowymi {\displaystyle S/N,} gdzie {\displaystyle S} przebiega podgrupy grupy {\displaystyle G} spełniające {\displaystyle N\leqslant S.} Dokładniej, dla każdej podgrupy {\displaystyle X} grupy {\displaystyle G/N} istnieje jednoznacznie wyznaczona podgrupa {\displaystyle S} grupy {\displaystyle G} spełniająca {\displaystyle N\leqslant S,} dla której {\displaystyle X=G/N.} Jeżeli {\displaystyle X_{1}} i {\displaystyle X_{2}} są podgrupami {\displaystyle G/N,} np. {\displaystyle X_{1}=S_{1}/N} i {\displaystyle X_{2}=S_{2}/N,} gdzie {\displaystyle N\leqslant S_{1}\leqslant G} i {\displaystyle N\leqslant S_{2}\leqslant G,} to {\displaystyle X_{1}\leqslant X_{2}} wtedy i tylko wtedy, gdy {\displaystyle S_{1}\leqslant S_{2}.} Co więcej {\displaystyle S/N\trianglelefteq G/N} wtedy i tylko wtedy, gdy {\displaystyle S\trianglelefteq G.} W tym przypadku {\displaystyle G/N{\big /}S/N\simeq G/S.}
Dowód
Ponieważ {\displaystyle N\trianglelefteq G,} to możliwa jest konstrukcja grupy ilorazowej {\displaystyle G/N.} Homomorfizm naturalny {\displaystyle \nu \colon G\to G/N} jest „na”, można zatem zastosować powyższe twierdzenie – zgodnie z nim dowolna podgrupa w {\displaystyle G/N} jest postaci {\displaystyle \operatorname {im} \,\nu _{S}} dla pewnej {\displaystyle S\leqslant G,} gdzie {\displaystyle \ker \nu \leqslant S} ({\displaystyle \nu _{S}} oznacza zawężenie {\displaystyle \nu } do {\displaystyle S}). Jest
{\displaystyle \operatorname {im} \,\nu _{S}=\left\{\nu (s)\in G/N\colon s\in S\right\}=\{sN\in G/N\colon s\in S\}=S/N}
oraz {\displaystyle \ker \nu =N} na mocy twierdzenia ({\displaystyle S/N} ma sens, ponieważ {\displaystyle N\trianglelefteq G} oraz {\displaystyle N\leqslant S} pociągają {\displaystyle N\trianglelefteq S}). Zatem podgrupy {\displaystyle G/N} mają postać {\displaystyle S/N,} gdzie {\displaystyle N\leqslant S\leqslant G.} Zgodnie z częściami (2), (3), (4) twierdzenia {\displaystyle S_{1}/N\leqslant S_{2}/N} wtedy i tylko wtedy, gdy {\displaystyle S_{1}\leqslant S_{2}} oraz {\displaystyle S_{1}\neq S_{2}.} Wreszcie {\displaystyle S_{1}/N\trianglelefteq G/N} wtedy i tylko wtedy, gdy {\displaystyle S\trianglelefteq G} na mocy części (6) twierdzenia i w tym przypadku {\displaystyle G/N{\big /}S/N\simeq G/S} na mocy (7), co kończy dowód.
W szczególności prawdziwe są też następujące obserwacje:
- jeśli {\displaystyle H\leqslant G,} to {\displaystyle [G:H]=[G':H'],} gdzie {\displaystyle [G:H]} oznacza indeks podgrupy {\displaystyle H} w grupie {\displaystyle G} (tj. liczbę warstw podgrupy {\displaystyle H} w grupie {\displaystyle G});
- {\displaystyle (A\Cup B)/N=A'\Cup B',} gdzie {\displaystyle A\Cup B} oznacza podgrupę {\displaystyle G} generowaną przez {\displaystyle A\cup B}[j];
- {\displaystyle (A\cap B)/N=A'\cap B';}

przy czym lista ta jest daleko niewyczerpująca, ponieważ większość właściwości podgrup zachowuje się w obrazach bijekcyjnych na podgrupy grup ilorazowych.